# 修辭學歷史詞典
《修辭學歷史詞典》（德語：Historisches Wörterbuch der Rhetorik，簡寫 HWRh），是一套系統闡述修辭學古今概念的百科詞典。詞典總編是 Gert Ueding。

## 範圍
全書合計12卷，含索引1卷、參考書目1卷，共約1300個詞條。
所选词条分为三类：
- 经典修辞学术语（如邏輯論證（Argumentatio）、隐喻（Metapher）、演说家（Redner））
- 修辞学与其他科学之间产生的术语（如文章理论（Aufsatzlehre）、传记（Biographie）、诠释学（Hermeneutik）、布道（Predigt））
- 现代研究中产生的修辞学概念（如女权主义修辞学（Feministische Rhetorik）、新修辞学（New Rhetoric））。

有三种不同类型的詞條：
- 研究性文章，以问题为导向，从历史角度介绍重要的关键词（如巴洛克式（Barock）、修辭（Rhetorik）、隱喻（Metapher））。
- 事实性文章，展示术语的定义和历史基线（如 Casus、Diatribe、Ellipse 、Epochenstil）。
- 定义性文章，通过举例提供术语的简明定义。

## 網頁鏈接
- 詞典在線版（De Gruyter） （页面存档备份，存于）